# Kailey Allan
Kailey Allan (17 de junio de 2003) es una deportista canadiense que compite en luge en la modalidad doble. Ganó una medalla de bronce en el Campeonato Mundial de Luge de 2025, en la prueba de equipo.

## Palmarés internacional
| Campeonato Mundial | Campeonato Mundial | Campeonato Mundial | Campeonato Mundial |
| Año                | Lugar              | Medalla            | Prueba             |
| ------------------ | ------------------ | ------------------ | ------------------ |
| 2025               | Whistler (Canadá)  | Medalla de bronce  | Equipo             |